# Italien i olympiska sommarspelen 1972
Italien deltog med 224 deltagare vid de olympiska sommarspelen 1972 i München. Totalt vann de fem guldmedaljer, tre silvermedaljer och tio bronsmedaljer.

## Medaljer

### Guld
- Antonella Ragno-Lonzi - Fäktning, florett.
- Michele Maffei, Mario Aldo Montano, Mario Tullio Montano, Rolando Rigoli och Cesare Salvadori - Fäktning, sabel.
- Graziano Mancinelli - Ridsport, hoppning.
- Klaus Dibiasi - Simhopp, höga hopp.
- Angelo Scalzone - Skytte, trap.

### Silver
- Alessandro Argenton - Ridsport, fälttävlan.
- Franco Cagnotto - Simhopp, svikthopp.
- Novella Calligaris - Simning, 400 meter frisim.

### Brons
- Giuseppe Bognanni - Brottning, grekisk-romersk stil, flugvikt.
- Gian-Matteo Ranzi - Brottning, grekisk-romersk stil, lättvikt.
- Pietro Mennea - Friidrott, 200 meter.
- Paola Pigni - Friidrott, 1 500 meter.
- Graziano Mancinelli, Vittorio Orlandi, Raimondo d’Inzeo och Piero d’Inzeo - Ridsport, hoppning.
- Franco Cagnotto - Simhopp, höga hopp.
- Novella Calligaris - Simning, 800 meter frisim .
- Novella Calligaris - Simning, 400 meter medley.
- Silvani Basagni - Skytte, trap.
- Anselmo Silvino - Tyngdlyftning, mellanvikt 75 kg.